# Ituglanis
Ituglanis es un género de peces silúridos de agua dulce de pequeño tamaño, el cual integra la familia Trichomycteridae. Las 22 especies que componen este género habitan en cursos fluviales del norte y centro-este de América del Sur. 
La mayor diversidad de especies se presenta en la cuenca del río Amazonas. La especie más austral del género es Ituglanis australis, la cual se distribuye en la laguna de los Patos y en el río Uruguay, en el sur del Brasil y Uruguay.
La mayoría de las especies habitan entre la hojarasca de los lechos fluviales. Además, han sido descritas 4 especies que habitan en cuevas. Poseen un cuerpo elongado, y una boca rodeada de barbillas, las que les permiten detectar su alimento mientras medran por el fondo.

## Taxonomía
Este género fue descrito originalmente en el año 1993 por los ictiólogos Wilson José Eduardo Moreira da Costa y Flávio Alicino Bockmann. Anteriormente sus especies eran incluidas en Trichomycterus en razón de una superficial semejanza con los miembros de ese género.
Especies
Este género se subdivide en 22 especies:
- Ituglanis agreste S. M. Q. Lima, Neves & Campos-Paiva, 2013[3]
- Ituglanis amazonicus (Steindachner, 1882)
- Ituglanis australis Datovo & de Pinna, 2014[1]
- Ituglanis bambui Bichuette & Trajano, 2004
- Ituglanis cahyensis Sarmento-Soares, Martins-Pinheiro, Aranda & Chamon, 2006[4]
- Ituglanis eichhorniarum (A. Miranda-Ribeiro, 1912)
- Ituglanis epikarsticus Bichuette & Trajano, 2004
- Ituglanis inusitatus Ferrer & Donin, 2017[5]
- Ituglanis gracilior (C. H. Eigenmann, 1912)
- Ituglanis guayaberensis (Dahl, 1960)
- Ituglanis herberti (P. Miranda-Ribeiro, 1940)
- Ituglanis ina Wosiacki, Dutra & Mendonça, 2012[6]
- Ituglanis laticeps (Kner, 1863)
- Ituglanis macunaima Datovo & Landim, 2005
- Ituglanis mambai Bichuette & Trajano, 2008[7]
- Ituglanis metae (C. H. Eigenmann, 1917)
- Ituglanis nebulosus de Pinna & Keith, 2003
- Ituglanis paraguassuensis Campos-Paiva & W. J. E. M. Costa, 2007[8]
- Ituglanis parahybae (C. H. Eigenmann, 1918)
- Ituglanis parkoi (P. Miranda-Ribeiro, 1944)
- Ituglanis passensis L. A. Fernández & Bichuette, 2002
- Ituglanis proops (A. Miranda-Ribeiro, 1908)
- Ituglanis ramiroi Bichuette & Trajano, 2004